# Dijaneš
Dijaneš je selo zapadno od Vrbovca. Prema popisu iz 2001. godine ima 162 stanovnika. 
Spominje se 1414.g. kao plemićki posjed, 1520.g. tu se nalazi župa.
1495.g. vlasnik je posjeda obitelj Borothwa sa 7 domaćinstava, da bi Mikulić 1553.g. bili spomenuti kao vlasnici.
1753. Malikoci i Mocilski, a 1598.g. Britvić s 2 kmetske sesije ili selišta.
1802. vlasnica sela postaje plemenita Julijana Jelačić. 
U centru sela se nalazi na brijegu crkva Svetog Dionizija, prema kojem je naselje dobilo ime. Centar sela je danas odvojen od ceste Vrbovec - Sveti Ivan Zelina.

## Stanovništvo
| broj stanovnika | 132   | 130   | 133   | 184   | 217   | 269   | 307   | 289   | 279   | 284   | 277   | 251   | 209   | 188   | 162   | 167   | 158   |
|                 | 1857. | 1869. | 1880. | 1890. | 1900. | 1910. | 1921. | 1931. | 1948. | 1953. | 1961. | 1971. | 1981. | 1991. | 2001. | 2011. | 2021. |